# Дон-Балковский сельсовет
Дон-Балковский сельсовет — упразднённое сельское поселение в Петровском районе Ставропольского края Российской Федерации.
Административный центр — село Донская Балка.

## География
Территория сельского поселения находилась в центральной части Петровского района. Расстояние от административного центра муниципального образования до районного центра — 22 км. Расстояние до краевого центра — 100 км. Протяжённость с севера на юг — 4 км, с запада на восток — 4 км. Общая площадь территории — 189,54 км².

## История
Муниципальное образование образовано 12 августа 1997 года.
Статус и границы сельского поселения установлены Законом Ставропольского края от 4 октября 2004 года № 88-кз «О наделении муниципальных образований Ставропольского края статусом городского, сельского поселения, городского округа, муниципального района».
С 1 мая 2017 года, в соответствии с Законом Ставропольского края от 14 апреля 2017 № 36-кз, все муниципальные образования Петровского муниципального района (городское поселение город Светлоград, сельские поселения село Благодатное, Высоцкий сельсовет, село Гофицкое, Дон-Балковский сельсовет, Константиновский сельсовет, село Николина Балка, Прикалаусский сельсовет, Просянский сельсовет, Рогато-Балковский сельсовет, село Сухая Буйвола, Шангалинский сельсовет, село Шведино) были преобразованы, путём их объединения, в Петровский городской округ.

## Население
| 1989  | 2002  | 2010  | 2011  | 2012  | 2013  |
| ----- | ----- | ----- | ----- | ----- | ----- |
| 2695  | ↘2568 | ↘2142 | ↘2133 | ↘2123 | ↘2089 |
| 2014  | 2015  | 2016  | 2017  |       |       |
| ↗2138 | ↘2099 | ↗2124 | ↘2113 |       |       |

### Национальный состав
По итогам переписи населения 2010 года проживали следующие национальности (национальности менее 1 %, см. в сноске к строке "Другие"):
| Национальность | Численность | Процент |
| -------------- | ----------- | ------- |
| Русские        | 1945        | 90,80   |
| Армяне         | 83          | 3,87    |
| Даргинцы       | 38          | 1,77    |
| Другие         | 76          | 3,55    |
| Итого          | 2142        | 100,00  |

## Состав сельского поселения
До упразднения муниципального образования в состав его территории входил 1 населённый пункт:
| № | Населённый пункт | Тип населённого пункта       | Население |
| - | ---------------- | ---------------------------- | --------- |
| 1 | Донская Балка    | село, административный центр | ↘1756     |

## Местное самоуправление
Главы сельсовета
- Полетунов Владимир Иванович[20][нет в источнике];
- Петрич Юрий Викторович[6].